# David Dicanot
David Alexandre Dicanot (23 settembre 1973) è un ex calciatore francese martinicano, di ruolo difensore.

## Carriera

### Club
Ha cominciato a giocare nell'Olympique Marsiglia 2. Nel 1994 è passato all'Istres. Nel 1995 si è trasferito al Marignane. Nel 1996 è stato acquistato dal Martigues. Nel 1997 è passato al Lorient 2. Nel 1998 è tornato al Martigues. Nel 2000 ha firmato un contratto con il RC France. Nel 2002 è stato acquistato dal Club Franciscain. Nel 2006 si è trasferito al Club Colonial. Nel 2010 ha firmato un contratto con il Marinoise, con cui ha concluso la propria carriera nel 2014.

### Nazionale
Ha debuttato in Nazionale il 17 gennaio 2002, in Martinica-Costa Rica (0-2). Ha partecipato, con la Nazionale, alla CONCACAF Gold Cup 2002 e alla CONCACAF Gold Cup 2003. Ha collezionato in totale, con la maglia della Nazionale, 12 presenze.

## Palmarès

### Club

#### Competizioni nazionali
- Campionato martinicano di calcio: 4

Club Franciscain: 2002-2003, 2003-2004, 2004-2005, 2005-2006
- Coppa della Martinica: 3

Club Franciscain: 2002-2003, 2003-2004, 2004-2005